# Araneus nojimai
Araneus nojimai là một loài nhện trong họ Araneidae.
Loài này thuộc chi Araneus. Araneus nojimai được miêu tả năm 2001 bởi Tanikawa.